# Marciszów
Marciszów (deutsch: Merzdorf; 1933–1945 Merzdorf im Riesengebirge) ist ein Ort in der Landgemeinde Marciszów im Powiat Kamiennogórski der Woiwodschaft Niederschlesien in Polen. Es liegt sechs Kilometer nordwestlich von Kamienna Góra (Landeshut) und ist Sitz der gleichnamigen Landgemeinde.

## Geografie
Marciszów liegt im östlichen Riesengebirge im Bobertal. Nachbarorte sind Witomin im Norden, Domanów (Thomasdorf) im Nordosten, Sędzisław (Ruhbank) und Dębrznik (Krausendorf) im Südosten, Raszów im Süden, Rędziny (Röhrsdorf/Wüsteröhrsdorf) und Wieściszowice (Rohnau) im Südwesten und Ciechanowice (Rudelstadt) im Nordwesten. Nordwestlich liegt das Katzbachgebirge.

## Geschichte

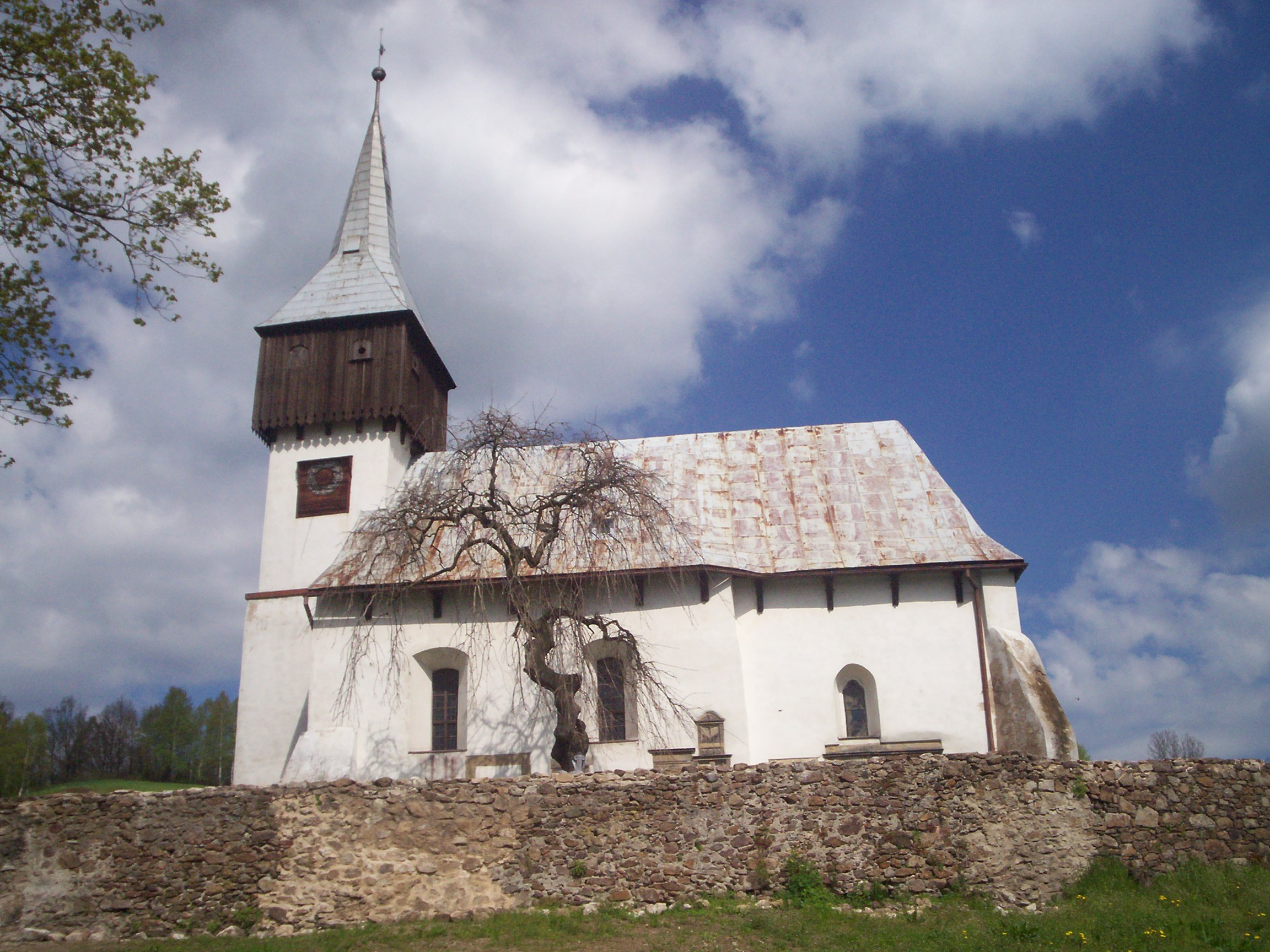
Kirche St. Katharina

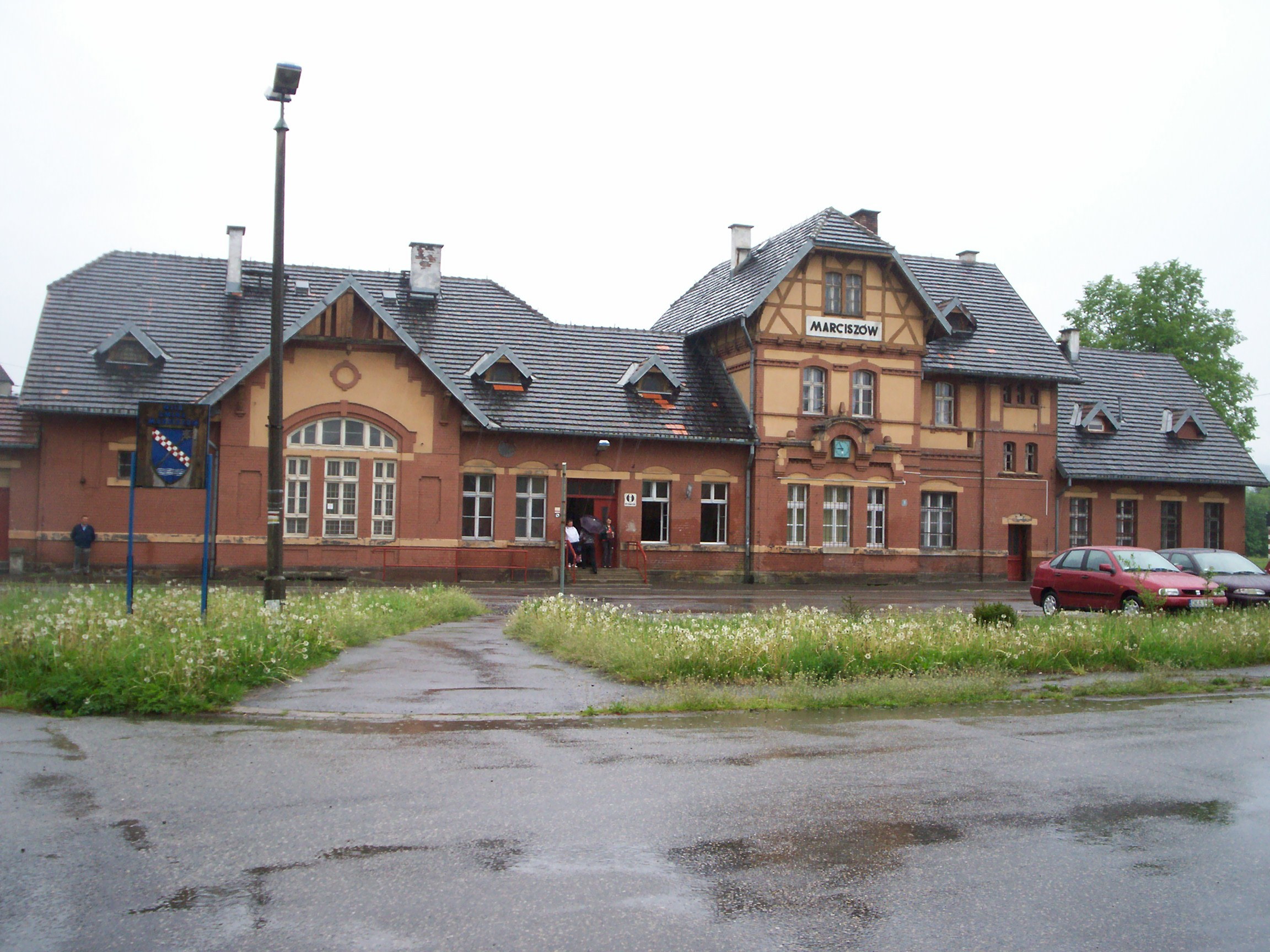
Bahnhof Marciszów

Merzdorf wurde vermutlich um 1300 gegründet und lateinisch als „villa Martini“ bezeichnet. 1335 wurde erstmals die Kirche St. Katharina erwähnt. Es gehörte zum Herzogtum Schweidnitz und gelangte mit diesem zusammen nach dem Tod des Herzogs Bolko II. 1368 als ein Erblehen an die Krone Böhmen. Vermutlich nach den Hussitenkriegen besaßen es die Herren von Zedlitz. 1524 ist Hans von Zedlitz als Besitzer belegt, 1571 war es Abraham von Zedlitz. Zu einem weiteren Besitzerwechsel kam es nach dem Dreißigjährigen Krieg. 1696 besaß es Georg Ernst von Berg, dem Georg Sigismund von Tschirnhaus folgte. 1706 erwarb Merzdorf der Reichsgraf Hans Heinrich III. von Hochberg auf Fürstenstein; später wurde es von der Hochbergschen Seitenlinie auf Rohnstock verwaltet.
Nach dem Ersten Schlesischen Krieg 1742 fiel Merzdorf zusammen mit dem größten Teil Schlesiens an Preußen. 1785 bestand es aus einem Gutshof, zwei Vorwerken sowie 12 Gärtner- und sechs Häuslerstellen. Um diese Zeit erlangte die Hausweberei an Bedeutung. Nach der Neugliederung Preußens gehörte Merzdorf seit 1815 zur Provinz Schlesien und war 1816–1945 dem Landkreis Landeshut eingegliedert. Für das Jahr 1840 sind 66 Häuser, je ein evangelisches und ein katholisches Gotteshaus, eine evangelische Schule, eine Mühle, ein Sägewerk, vier Kretschmer sowie 57 Webstühle nachgewiesen. 1867 erhielt Merzdorf Anschluss an die Bahnstrecke Görlitz–Waldenburg und 1915 an die Bahnstrecke Ruhbank–Liebau. 1939 wurden 1480 Einwohner gezählt. 1944 wurde in Merzdorf für Zwangsarbeiterinnen ein Außenlager des KZ Groß Rosen errichtet.
Als Folge des Zweiten Weltkriegs fiel Merzdorf 1945 mit dem größten Teil Schlesiens an Polen. Nachfolgend wurde es in Marciszów umbenannt. Die deutsche Bevölkerung wurde, soweit sie nicht schon vorher geflohen war, weitgehend vertrieben. Die neu angesiedelten Bewohner waren teilweise Zwangsumgesiedelte aus Ostpolen, das an die Sowjetunion gefallen war.
1975–1998 gehörte Marciszów zur Woiwodschaft Jelenia Góra.

## Gemeinde
Die Landgemeinde Marciszów hat neun Ortsteile (deutsche Namen, amtlich bis 1945) mit einem Schulzenamt:
- Ciechanowice (Rudelstadt)
- Domanów (Thomasdorf)
- Marciszów (Merzdorf)
- Nagórnik (Hohenhelmsdorf)
- Pastewnik (Kunzendorf am Großhau)
- Pustelnik (Einsiedel)
- Sędzisław (Ruhbank)
- Świdnik (Streckenbach)
- Wieściszowice (Rohnau)

## Sehenswürdigkeiten

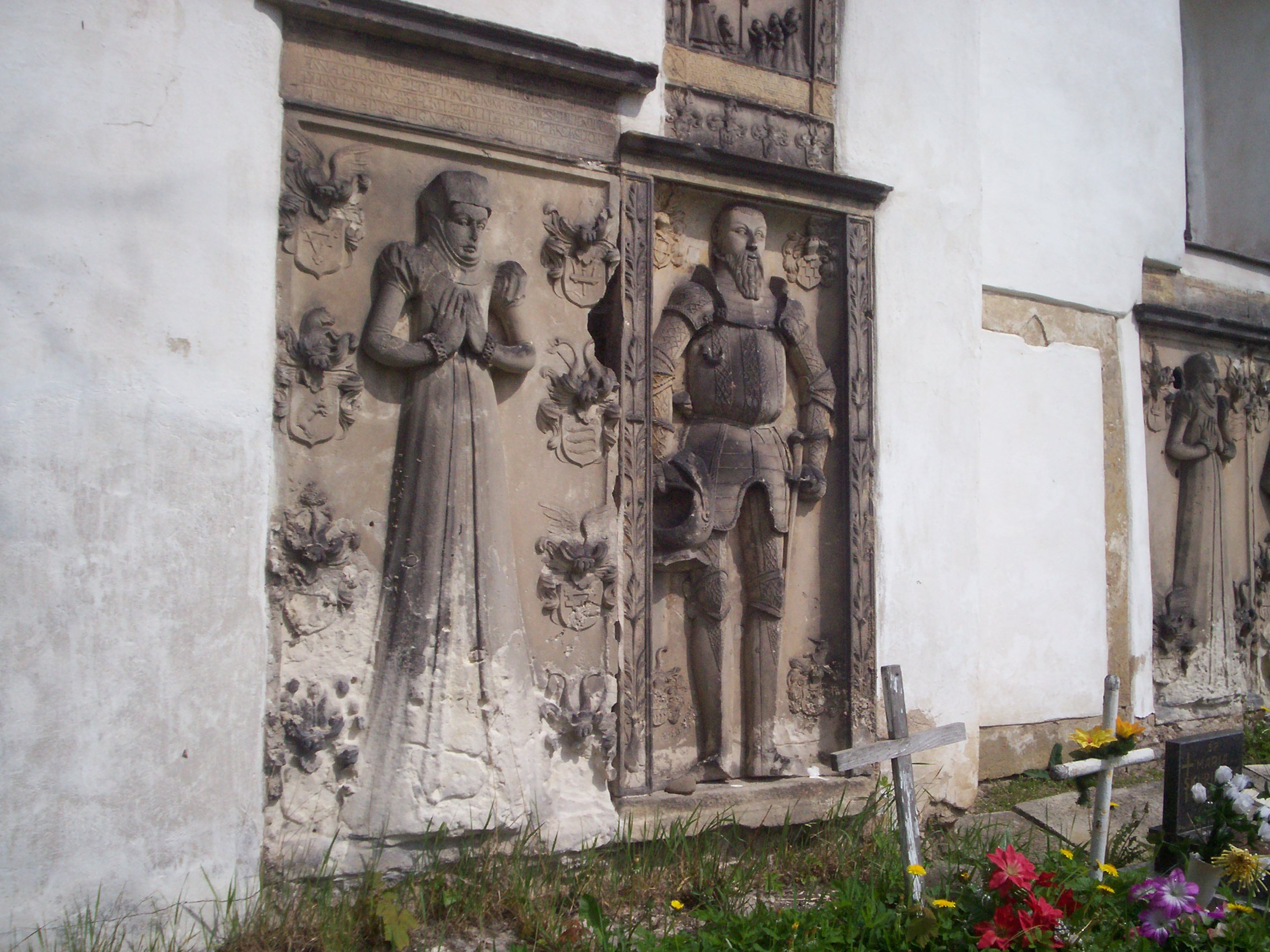
St. Katharina, Epitaphien

- Die 1335 erstmals erwähnte Kirche St. Katharina entstand vermutlich um 1378. Sie wurde im 16. Jahrhundert und 1856 umgebaut. Das steinerne Sakramentshäuschen stammt aus dem 16. Jahrhundert, die barocke Kanzel aus der zweiten Hälfte des 18. Jahrhunderts. An den Außenmauern befinden sich Epitaphe der Familienmitglieder von Zedlitz aus der zweiten Hälfte des 16. Jahrhunderts.
- Die ehemals evangelische Kirche von 1844 dient gegenwärtig als katholische Pfarrkirche.
- Schloss Rudelstadt der Familien von Prittwitz, von Zedlitz und zuletzt von Eichborn.

## Verkehr
Über die Bahnhöfe Merzdorf (Marciszów) und Sędzisław (Ruhbank) fahren Fernzüge der PKP nach Schreiberhau (Szklarska Poręba), Hirschberg (Jelenia Góra), Stettin und Warschau sowie Interregio-Züge nach Rzeszów und Regionalzüge nach Breslau und Gnesen.
Von Ruhbank aus gibt es an Wochenenden grenzüberschreitenden Zugverkehr nach Tschechien: Freiheit und Trautenau.
Der regionale Busverkehr wird durch PKS Kamienna Góra betrieben.
Die wichtigste Straße ist die Droga krajowa 5, welche bei Liebau über die tschechische Grenze führt. Von dieser zweigt hier die Wojewodschaftsstraße 328 über Schönau an der Katzbach, Goldberg, Haynau und Primkenau nach Neustädtel ab.